# 238.
◄ | 2. stoljeće | 3. stoljeće | 4. stoljeće | ►
◄ | 200-ih | 210-ih | 220-ih | 230-ih | 240-ih | 250-ih | 260-ih | ►
◄◄ | ◄ | 235. | 236. | 237. | 238. | 239. | 240. | 241. | ► | ►►
Astronomija • Književnost • Kršćanstvo

## Smrti
- Maksimin Tračanin, rimski car

## Vanjske poveznice
|  | Zajednički poslužitelj ima još gradiva o temi 238. |